# Pandémie de Covid-19 en Libye
La pandémie de Covid-19 en Libye démarre officiellement le 24 mars 2020. À la date du 7 octobre 2022, le bilan est de 6 437 morts.

## Chronologie
Le premier cas a été constaté le 24 mars 2020. La barre des 10 cas a été atteinte le 31 mars ; celle des 100 cas le 27 mai ; celle des 1 000 cas le 4 juillet ; celle des 10 000 cas le 21 août ; et celle des 100 000 cas le 31 décembre 2020.
Le premier décès est intervenu le 2 avril ; le 10ème le 14 juin ; le 100ème le 5 août ; et le 1 000ème le 14 novembre 2020.

## Statistiques

Nombre de cas (bleu) et de morts (rouge) sur échelle logarithmique.